# Мусаханова, Хадича Раимовна
Хадича Раимовна Мусаханова — советский хозяйственный, государственный и политический деятель.

## Биография
Родилась в 1918 году в Фергане. Член КПСС с 1941 года.
С 1937 года — на хозяйственной, общественной и политической работе. В 1937—1974 гг. — заведующая женотделом Самаркандского горисполкома, инспектор отдела Совета Министров Узбекской ССР, секретарь Октябрьского райкома КП(б) Узбекистана города Ташкент, первый секретарь Кировского райкома КП Узбекистана города Ташкента, заместитель председателя Ташкентского горисполкома, секретарь Ташкентского обкома КП Узбекистана, директор Ташкентского филиала музея В. И. Ленина.
Избирался депутатом Верховного Совета Узбекской ССР 4-7-го созывов.
Умерла в Ташкенте в 1974 году.